# 아리스토마코스
그리스 신화에서 아리스토마코스(그리스어: Ἀριστόμαχος)는 헤라클레스 가문의 일원으로 헤라클레스의 증손이다. 그는 미케네를 정복하기 위해 네번의 침략을 위한 전쟁을 일으켰지만 모두 실패 하였다. 그는 테메노스, 크레스폰테스, 아리스토데모스등 세명의 아들을 있다고 전해진다.